# 348239 Societadante
348239 Societadante è un asteroide della fascia principale. Scoperto nel 2004, presenta un'orbita caratterizzata da un semiasse maggiore pari a 3,0563765 UA e da un'eccentricità di 0,1499229, inclinata di 11,41189° rispetto all'eclittica.